# Arcabuz de Java

Uma pederneira indonésia do século XIX, esta arma é menor e mais curta que o arcabuz de Java, mas com mecanismo semelhante.

O Arcabuz de Java refere-se a uma longa arma de fogo primitiva do arquipélago indonésio, que data do último quarto do século XV. A arma foi usada pelos exércitos locais, embora em baixo número em comparação com o total de combatentes,:43 antes da chegada dos exploradores ibéricos (portugueses e espanhóis) no século XVI. Nos registros históricos a arma pode ser classificada como arcabuz ou mosquete.

## Etimologia
O termo “arcabuz de Java” é uma tradução da palavra chinesa 爪哇銃 (Zua Wa Chong) ou 瓜哇銃 (Gua Wa Chong). Na língua local, a arma era conhecida por vários nomes, sendo mais comum o uso de bedil ou bedhil. No entanto, este termo tem um significado lato - pode referir-se a vários tipos de armas de fogo e armas de pólvora, desde pequenas pistolas a grandes armas de cerco. O termo bedil deriva de wedil (ou wediyal) e wediluppu (ou wediyuppu) na língua tâmil. Na sua forma original, estas palavras referem-se à explosão de pólvora e ao salitre, respetivamente. Mas depois de ter sido absorvido por bedil na língua malaia, e em várias outras culturas do arquipélago, esse vocabulário tâmil é utilizado para designar todos os tipos de armas que utilizam pólvora. Em javanês e balinês é conhecido o termo bedil e bedhil, em sundanês o termo é bedil, em batak é conhecido como bodil, em makasarês, badili, em buginês, balili, em língua dayak, badil, em tagalo, baril, em bisayan, bádil, em línguas bikol, badil, e os malaios chamam-lhe badel ou bedil.

## História
O conhecimento da fabricação de armas à base de pólvora no arquipélago Nusantara foi conhecido após a fracassada invasão mongol de Java (1293 d.C.). A "pole gun" (bedil tombak) foi registada como sendo usada por Java em 1413. No entanto, o conhecimento da fabricação de “verdadeiras” armas de fogo veio muito mais tarde, depois de meados do século XV. Foi trazido pelas nações islâmicas da Ásia Ocidental, muito provavelmente os árabes. O ano exato da introdução é desconhecido, mas pode concluir-se com segurança que não é anterior a 1460.

### Java
O Império Majapahit foi pioneiro na utilização da arma de pólvora no arquipélago de Nusantara. Um relato menciona a utilização de uma arma de fogo numa batalha contra as forças Giri, por volta de 1500-1506:
... wadya Majapahit ambedili, dene wadya Giri pada pating jengkelang ora kelar nadhahi tibaning mimis ...
... As tropas de Majapahit disparavam as suas armas de fogo (bedil: arma de fogo), enquanto as tropas de Giri caíam mortas porque não resistiam a ser trespassadas por balas (mimis: bala de bola)...

-Serat Darmagandhul
Este tipo de arcabuz tem semelhanças com os arcabuzes vietnamitas do século XVII. A arma é muito comprida, podendo atingir os 2,2 m de comprimento O relato de Tomé Pires de 1513 refere que o exército de Gusti Pati (Patih Udara), vice-rei de Batara Vojyaya (provavelmente Brawijaya ou Ranawijaya), contava com 200.000 homens, dos quais 2.000 a cavalo e 4.000 mosqueteiros Duarte Barbosa ca. 1514 disse que os habitantes de Java são grandes mestres na fundição de artilharia e muito bons artilheiros. Fabricam muitos canhões de uma libra (cetbang ou rentaka), mosquetes longos, spingarde (arcabuz), schioppi (canhão de mão), fogo grego, pistolas (canhões) e outros fogos de artifício. Todos os lugares são considerados excelentes na fundição da artilharia, e no conhecimento do seu uso.

O povo chinês elogiou a arma do sul do país:
Liuxianting (劉獻廷- geógrafo) da dinastia Ming e Qing diz: “As pessoas do sul são boas em guerra de armas, e a arma do sul é a melhor sob os céus”. Qu Dajun (屈大均) disse: “A arma do sul, especialmente a arma javanesa (爪哇銃) é comparada a uma forte besta. Eles são suspensos dos ombros com cordas, e serão enviados juntos quando encontrarem o inimigo. Podem penetrar em várias armaduras pesadas".
A dinastia chinesa Ming registrou as exportações de produtos de Java que foram importados para a China. Estes incluem pimenta, incenso de sândalo, marfim, cavalo, armas de ferro, escravos negros, balahu chuan (叭喇唬船-perahu), zhaowa chong (爪哇銃-arma javanesa) e enxofre. A arma de Java foi preferida pelo exército Ming por causa de sua flexibilidade e alta precisão - foi dito que a arma pode ser usada para atirar em pássaros. Guangdong Tongzhi (廣東通志), que foi compilado já em 1535, registrou que os soldados blindados e as armas de Java são os melhores entre os povos orientais. O povo javanês o usa com muita habilidade e pode acertar pardais com precisão. Os chineses também a utilizam. Pode partir dedos, uma palma e um braço se não for usada com precaução.

### Península Malaia
Os portugueses encontraram várias armas de pólvora após a conquista de Malaca em 1511. Sabe-se que os malaios de Malaca obtinham armas de Java. Apesar de possuírem muita artilharia e armas de fogo, as armas eram maioritariamente e principalmente compradas aos javaneses e guzerates, sendo os javaneses e guzerates os operadores das armas. No início do século XVI, antes da chegada dos portugueses, os malaios eram um povo que não possuía armas de fogo. A crónica malaia, Sejarah Melayu, menciona que em 1509 eles não compreendiam “porque é que as balas matavam”, o que indica a sua falta de familiaridade com o uso de armas de fogo em batalha, se não em cerimónias Lendas da Índia, de Gaspar Correia, e Ásia Portuguesa, de Manuel de Faria y Sousa, confirmaram o relato de Sejarah Melayu. Ambos registaram uma história semelhante, embora não tão espetacular como a descrita no Sejarah Melayu.
Wan Mohd Dasuki Wan Hasbullah explicou vários factos sobre a existência de armas de pólvora em Malaca e noutros Estados malaios antes da chegada dos portugueses:
1. Não existem provas de que as armas, os canhões e a pólvora sejam fabricados nos Estados malaios.
2. Não existem provas de que o sultanato de Malaca tenha utilizado canhões antes do ataque português, nem mesmo de fontes malaias.
3. Com base na maioria dos canhões registados pelos portugueses, os malaios preferiam a pequena artilharia.

Em Os Comentários do Grande Afonso Dalboquerque, a “grande espingarda" é frequentemente mencionada ao longo do livro. Durante o primeiro ataque a Malaca, os portugueses que se aproximavam foram alvejados pelos mouros (muçulmanos) de Malaca:
Duas horas antes do romper do dia Afonso Dalboquerque mandou tocar a trombeta, para os despertar, e eles embarcaram imediatamente com todos os restantes homens de armas e foram para bordo da sua nau, e feita a confissão geral, partiram todos juntos e chegaram à embocadura do rio logo ao romper da manhã, e atacaram a ponte, cada batalhão pela ordem que lhe fora atribuída. Então os mouros começaram a disparar sobre eles com a sua artilharia, que estava colocada nas paliçadas, e com as suas grandes fechaduras de fósforos feriram alguns dos nossos homens.
São também utilizadas quando os portugueses estavam a retirar no primeiro ataque:
Quando os mouros perceberam que se retiravam, começaram a abrir fogo com seus arcabuzes, flechas e zarabatanas, e feriram alguns dos nossos homens, mas com toda a pressa que tinham Afonso Dalboquerque ordenou aos homens que levassem consigo cinquenta grandes bombardas que tinham sido capturadas nas paliçadas sobre a ponte
João de Barros descreve uma cena da conquista em Da Ásia: 
Logo que o junco passou o banco de areia e fundeou, a pouca distância da ponte, a artilharia mourisca abriu fogo sobre ele. Alguns canhões dispararam bolas de chumbo a intervalos, que atravessaram ambos os lados da embarcação, causando muitos estragos na tripulação. No calor da ação, António d'Abreu, o comandante, foi atingido na bochecha por um "espingardão", que lhe arrancou a maior parte dos dentes.
As espingardas, que disparavam por ambos os lados da embarcação, tinham cano muito longo e calibre de 18 mm.
O historiador Fernão Lopes de Castanheda menciona os arcabuzes (espingardão - grande espingarda), diz que lançavam bolas, umas de pedra, outras de ferro cobertas de chumbo. O filho de Afonso de Albuquerque menciona o armamento de Malaca: Há grandes arcabuzes, zarabatanas envenenadas, arcos, flechas, lanças javanesas, e outras espécies de armas. Depois de Malaca ter sido tomada pelos portugueses, estes capturaram 3000 dos 5000 mosquetes que tinham sido fornecidos por Java. 
Afonso de Albuquerque comparou os fundadores de armas de Malaca ao mesmo nível que os da Alemanha. No entanto, não referiu de que etnia era o fundador de armas malaca. Duarte Barbosa afirmou que o fabricante de arcabuzes de Malaca era javanês. Os javaneses também fabricavam os seus próprios canhões em Malaca. Anthony Reid argumentou que os javaneses se encarregavam de grande parte do trabalho produtivo em Malaca antes de 1511 e na Pattani do século XVII.

### Indochina
Đại Việt foi considerado pelos Ming como tendo produzido arcabuzes "flintlocks" particularmente avançadas durante o século XVI-XVII, superando até mesmo as armas de fogo otomanas, japonesas e europeias. Os observadores europeus da Guerra de Lê-Mạc e, mais tarde, da Guerra de Trịnh-Nguyễn, também notaram a proficiência dos vietnamitas no fabrico de arcabuzes. Dizia-se que o arcabuz vietnamita era capaz de perfurar várias camadas de armadura de ferro, matar dois a cinco homens com um só tiro e ainda disparar silenciosamente para uma arma do seu calibre. Os chineses chamaram a esta arma Jiao Chong (交銃, lit. Arcabuz Jiaozhi), e notaram a sua semelhança com o Zhua Wa Chong/Arcabuz de Java.